# Medic (Schiff)
Die Medic war ein 1899 in Dienst gestelltes Passagierschiff der britischen Reederei White Star Line, das im Passagier- und Frachtverkehr von Großbritannien über Kapstadt nach Australien eingesetzt wurde. 1928 wurde sie an norwegische Eigner verkauft und fortan als Walfangschiff Hektoria in der Antarktis eingesetzt, bis sie 1942 vor der Südküste Irlands von einem deutschen U-Boot versenkt wurde.

## Das Schiff
Das 11.985 BRT große, aus Stahl gebaute Dampfschiff Medic wurde 1898 auf der Belfaster Schiffswerft Harland & Wolff gebaut. Sie war das zweite von drei neuen Schwesterschiffen, die inoffiziell The Jubilee Class („Jubiläumsklasse“) genannt wurden, was als Zeichen der Vorfreude auf die nahende Jahrhundertwende galt. Die anderen beiden Schiffe waren die Afric und die Persic. Mit diesen drei Schiffen stieg die White Star Line in den Passagier- und Frachtverkehr nach Australien ein. Dieser Schritt erwies sich als so erfolgreich, dass die Reederei im Jahr 1900 die Jubilee Class mit der Runic und der Suevic komplettierte.
Die Medic wies alle Merkmale auf, die typisch für die Jubilee Class waren. Das 173,7 Meter lange und 19,3 Meter breite Schiff hatte drei Decks, einen Schornstein und vier Masten. Die Medic wurde mit einer achtzylindrigen Vierfachexpansions-Dampfmaschine von Harland & Wolff angetrieben, die auf zwei Propeller wirkte und 5000 PSi leistete. Die Höchstgeschwindigkeit lag bei 13,5 Knoten. Es konnten 320 Passagiere in der Kabinenklasse transportiert werden. Außerdem verfügte das Schiff über sieben Laderäume. Fracht und Gepäck konnten mit insgesamt 21 Derrickkränen verladen werden. Der tägliche Kohleverbrauch lag bei 80 Tonnen.

## Geschichte

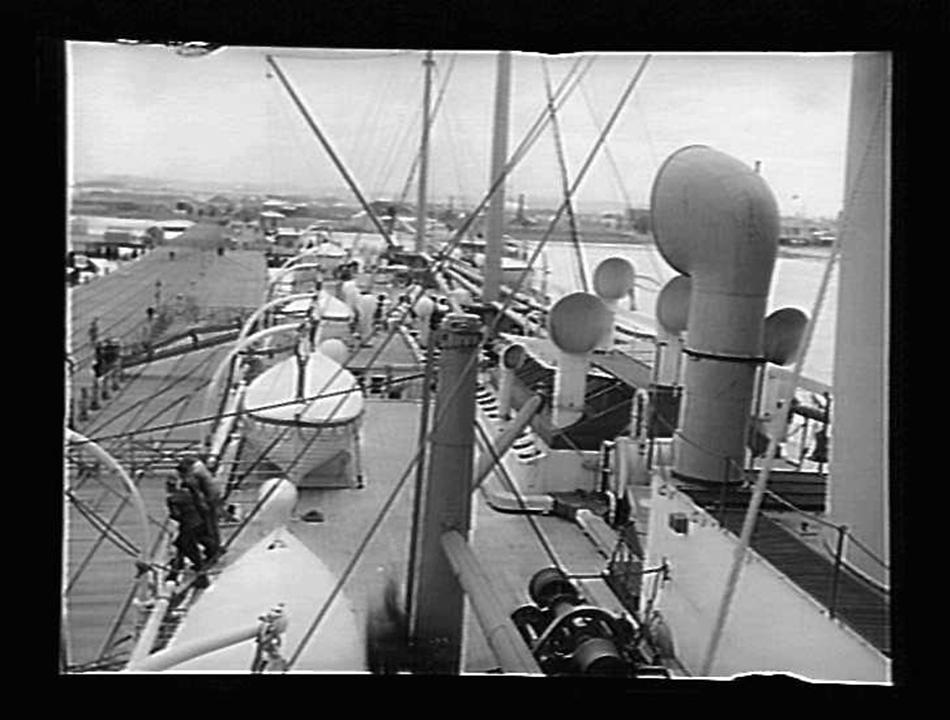
Das Achterdeck der Medic, aufgenommen nach der ersten Ankunft in Port Melbourne (1899)

Die Medic lief am 15. Dezember 1898 vom Stapel, aber ihre Fertigstellung verzögerte sich wegen Umbauarbeiten an ihrem kurz zuvor vom Stapel gelaufenen Schwesterschiff Afric. Am 6. Juli 1899 wurde das neue Schiff schließlich seinen Eignern übergeben und am 3. August 1899 lief die Medic zu ihrer Jungfernfahrt von Liverpool über Kapstadt nach Sydney aus. Es war die erste Fahrt eines Schiffes der White Star Line nach Australien (die Afric fuhr erst im September 1899 erstmals nach Australien). Auf der Rückfahrt von ihrer Jungfernfahrt im Oktober 1899 hatte sie australische Soldaten und Pferde des 1st Victorian Contingent an Bord, die in Südafrika im Burenkrieg eingesetzt werden sollten. Erst im Januar 1900 kehrte sie in den kommerziellen Passagierverkehr zurück.
Im selben Jahr stieß William M. Murdoch als Zweiter Offizier zur Besatzung des Schiffs, bis er im Juni 1901 auf die Runic wechselte. Während des Ersten Weltkriegs blieb das Schiff aufgrund seiner hohen Frachtkapazität im zivilen Handelsverkehr. Vom 27. Oktober 1917 bis zum 26. März 1919 unterstand sie wie viele andere britische Handelsschiffe dem Liner Requisition Theme der Royal Navy.

## Walfangschiff

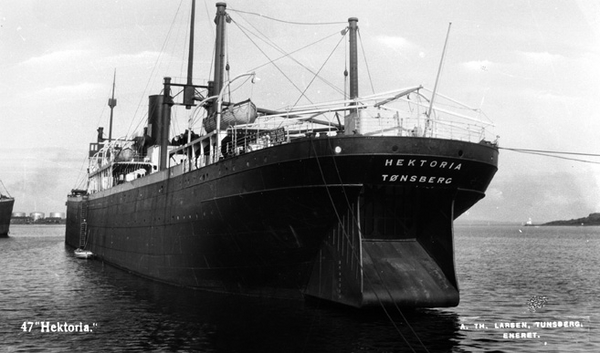
Die Heckrampe der Hektoria

Im Januar 1928 wurde die Medic an das norwegische Walfangunternehmen Hvalfangerselskabet Hektor A/S (Eigner Nils Bugge) mit Sitz in Tønsberg verkauft und in den Grayson, Rolls & Clover Docks in Birkenhead in ein Walfangschiff umgebaut. Während der Umrüstungsarbeiten wurde unter anderem eine Heckrampe installiert, was zu der Zeit noch ein relatives Novum war. Die Tonnage erhöhte sich durch die Umbauten auf 13.797 BRT. Das Schiff erhielt den neuen Namen Hektoria und wurde als Mutterschiff einer Walfangflotte in der Antarktis eingesetzt.
Am 24. Oktober 1928 gingen in Montevideo die Mitglieder der Wilkins-Hearst Arctic Expedition an Bord der Hektoria. Die Männer unter der Leitung des Polarforschers Sir Hubert Wilkins lebten die folgenden fünf Monate auf dem Schiff. Wilkins benannte den vermeintlichen Hektoriafjord auf der Antarktischen Halbinsel nach dem Schiff. 1932 wurde die Hektoria an die Hector Whaling Company, die Londoner Niederlassung von Hektor A/S, verkauft. Im Zweiten Weltkrieg wurde die Hektoria vom britischen Ministry of War Transport (MoWT) als Öltanker verwendet.

## Versenkung
Am 4. September 1942 lief die Hektoria unter dem Kommando von Kapitän Frederick Arthur Gjertsen als Teil des Konvois ON-127 in Liverpool nach New York aus. Sie war das größte Schiff des Konvois. Sie fuhr in Ballast und hatte 78 Besatzungsmitglieder und acht Kanoniere zur Verteidigung des Schiffs an Bord.
Am 12. September 1942 um 1.05 Uhr nachts wurde sie südwestlich von Cape Clear Island vor der Südspitze Irlands von dem deutschen U-Boot U 211 (Kapitänleutnant Karl Hause) angegriffen. Das Schiff wurde von zwei Torpedos getroffen und beschädigt, sank aber nicht. Um 03.51 Uhr erhielt sie einen Fangschuss von dem U-Boot U 608 (Kapitänleutnant Rolf Struckmeier) und sank auf der Position 48° 55′ N, 33° 38′ W – Planquadrat BD 2744. Ein Besatzungsmitglied kam ums Leben. Die 85 Überlebenden wurden von der Korvette Arvida (Lt. Alastair Ian MacKay) der Royal Canadian Navy an Bord genommen und am 15. September in St. Johns an Land gebracht.